# Elkhart Lake
Elkhart Lake è un comune degli Stati Uniti, situato in Wisconsin, nella Contea di Sheboygan. Nelle vicinanze è situato l'autodromo Road America.